# Stellengrube
Die Stellengrube ist ein vom Landratsamt Rottweil am 1. Februar 1953 durch Verordnung ausgewiesenes Landschaftsschutzgebiet auf dem Gebiet der Stadt Oberndorf am Neckar. Sie ist ebenfalls als geschützter Geotop „Doline Stellengrube“ ausgewiesen.

## Lage
Das ungefähr 1,5 ha große Landschaftsschutzgebiet Stellengrube liegt südlich des Stadtteils Beffendorf, östlich der Kreisstraße 5522. Sie gehört zum Naturraum Obere Gäue.
Das Gebiet liegt in der Trigodonusdolomit-Formation des Oberen Muschelkalks, die hier teilweise von Lößlehm überlagert wird.

## Landschaftscharakter
Es handelt sich um eine große, bewaldete Doline im Oberen Muschelkalk. Die Doline ist ungefähr 150 m lang, 50 m breit und 8 m tief. In der Doline befindet sich ein Quellaustritt, der durch einen Damm künstlich angestaut wurde. Er diente in früheren Zeiten wegen des erhöhten Schwefelgehalts vornehmlich als Viehtränke, aber auch als Notwasserversorgung für die Beffendorfer Bürger.